# Vielfältige Initiative zur Erhaltung alter und gefährdeter Haustierrassen
Die Vielfältige Initiative zur Erhaltung alter und gefährdeter Haustierrassen (VIEH) ist eine 2004 im Freilichtmuseum am Kiekeberg gegründete Vereinigung mit Sitz im niedersächsischen Suderbruch (Samtgemeinde Schwarmstedt) und derzeit (2008) etwa 4.400 Unterstützern.
Seit 2004 weist VIEH so genannte Nutztier-Archen aus. Dies wird im Jahr 2024 nicht mehr praktiziert.

## Weblink
- Website von VIEH